# Castillo de Corbanera
El castillo de Corbanera es una fortificación militar construida en 1874 en la zona de Corbanera, La Maruca, en Monte (Santander, Cantabria). Constituyó el principal elemento defensivo de la línea de murallas, fortificaciones y baterías construido para proteger a la ciudad de posibles ataques carlistas durante la tercera guerra carlista (1872-1876). Es un monumento declarado Bien de Interés Cultural.

## Descripción
La fortificación militar o Castillo de Corbanera forma parte del entramado defensivo que, con motivo de las terceras guerras Carlistas, se construyó en el año 1874, siendo la obra más importante de aquel entramado.
La fortificación es de planta circular de 50 m de diámetro y un muro de un metro de espesor, realizada en mampostería aparejada con mortero.
De estampa neomedieval contiene elementos propios de la arquitectura defensiva, muralla almenada con aspilleras para fusiles, cuatro torres semicirculares, orientadas a los cuatro puntos cardinales y una torre central con gruesos muros, que era el polvorín y cuartel de la guarnición.

## Historia

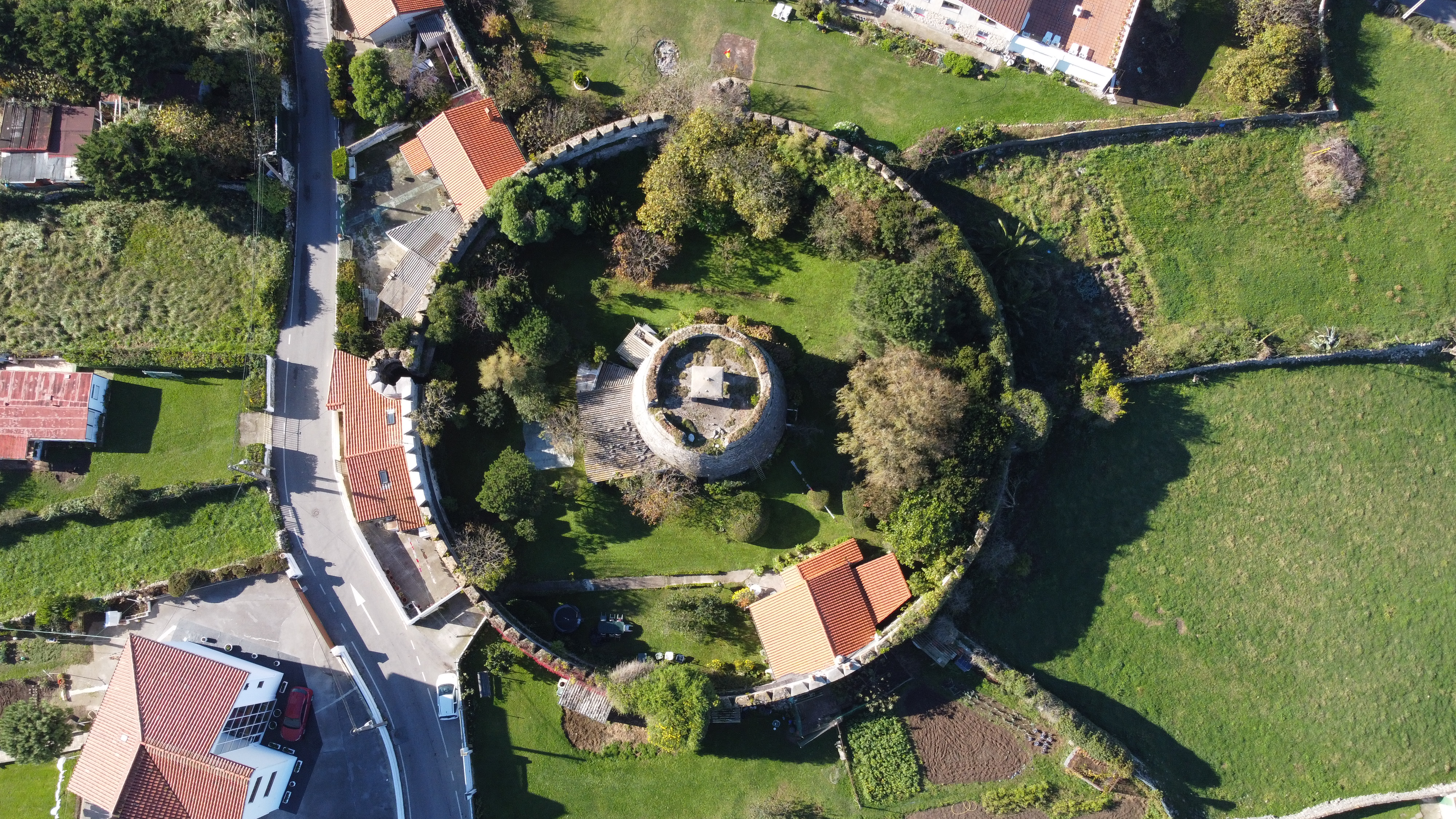
Vista cenital del castillo.

Construido en 1874 como parte de las defensas de la ciudad diseñadas por el coronel José Almirante y Torroella, que iban desde la batería de San Pedro del Mar junto a la playa de La Maruca en el Norte hasta Fuentemar (la actual zona de La Marga, en el barrio de Castilla-Hermida), al Sur. No llegó a ser probada su resistencia ya que la plaza no fue atacada.
Al finalizar la contienda en 1876 se proyectó su uso como cárcel provincial, pero fue desestimado, construyéndose dicha cárcel en el terreno que había ocupado el cementerio de San Fernando, en la actual calle Alta santanderina.
Durante la Guerra Civil se le añadió un recinto de hormigón en la torre central. Al finalizar la guerra se permitió la construcción de algunas viviendas en el interior del castillo.
En mayo de 2012 el Gobierno de Cantabria aprobó la declaración como Bien de Interés Cultural del castillo, incluyendo terreno suficiente en los alrededores para proteger la visión del conjunto así como la visión de la mar desde la edificación.
En 2022, un informe encargado a la Universidad de Cantabria por el Ayuntamiento del municipio y ratificado por sus servicios jurídicos confirmó la titularidad privada del castillo por usucapión, ya que los actuales moradores han residido en él durante más de tres décadas.